# Zhang He
Zhang He (Chino: 张赫), también conocido como Ryan Zhang, es un actor chino.

## Biografía
Estudió en el "Shenyang Conservatory of Music".

## Carrera
Fue líder del ahora disuelto grupo "8090".
En el 2016 se unió al elenco recurrente de la serie Love O2O (también conocida como "A Smile is Beautiful") donde dio vida a Zhen Shao Xiang, un joven arrogante que juzga a los demás por su apariencia, es la expareja en línea de Bei Wei Wei (Zheng Shuang) y el primo de Meng Yi Ran (Ma Chunrui), así como el dueño de la empresa de vieojuegos "Zhen Yi Technology", hasta el final de la serie en septiembre del mismo año.
En enero del 2017 se unió al elenco de la popular serie Eternal Love donde dio vida a Ling Yu, el noveno discípulo de Mo Yuan (Mark Chao) y buen amigo de Si Yin (Yang Mi).

En junio del mismo año se unió al de la serie The Advisors Alliance donde dio vida a Cao Zhen, un miembro del estado de Cao Wei, Papel que interpretó nuevamente durante la segunda temporada conocida como Growling Tiger, Roaring Dragon.
En julio del mismo año se unió al elenco principal de la serie Lost Love in Times donde interpretó a Yuan Ming, el noveno príncipe de la familia real.
En el 2018 se unió al elenco recurrente de la serie The Flame's Daughter donde interpretó a Lei Jinghong, un joven maestro de la secta Pili, así como un hombre temerario e imprudente que no tiene miedo de nada.
El 29 de abril del mismo año apareció como invitado en el programa de concursos Happy Camp junto a Shen Yue, Arthur Chen, Hu Xianxu, Peng Yuchang, Song Weilong, Kyulkyung (Zhou Jieqiong) y Yu Wenwen.
En septiembre del 2019 se unió al elenco de la serie Airborne Blade (空降利刃) donde dio vida a Qi Xiaotian, hasta el final de la serie en octubre del mismo año.
El 25 de noviembre del mismo año se unió al elenco principal de la serie Rush in to Danger donde interpreta a Si Qiao, un personal médico que se une al equipo de rescate de aviación, hasta ahora.   
En el 2020 se unirá al elenco principal de la serie web Canvas the Emperor donde dará a Tang Zhong, un hombre que debutó en la escena de entretenimiento en nombre de su hermano gemelo.
El 28 de julio de 2021 se unió al elenco principal de la serie Stop! Miss Hua donde interpreta a Qin Donghai.

## Filmografía

### Series de televisión
| Año             | Título                         | Personaje      | Notas        |
| --------------- | ------------------------------ | -------------- | ------------ |
| TBA             | A Storm of Wind and Cloud      | Ceng Nianqiao  |              |
| TBA             | The Last Princess              | Zhao Zhengnan  | [ 7 ]        |
| 2021 - presente | Stop! Miss Hua                 | Qin Donghai    | 24 episodios |
| 2021            | Lover or Stranger              | Yu Hang        | -            |
| 2020            | The Legend of Jin Yan          | Xiao Qi        | 34 episodios |
| 2019            | Rush in to Danger              | Si Qiao        | 42 episodios |
| 2019            | Airborne Blade                 | Qi Xiaotian    |              |
| 2018            | The Flame's Daughter           | Lei Jinghong   | -            |
| 2018            | Braveness of the Ming          | Zhu Yunwen     | -            |
| 2017 - 2018     | Growling Tiger, Roaring Dragon | Cao Zhen       | -            |
| 2017            | The Advisors Alliance          | Cao Zhen       | -            |
| 2018            | Lost Love in Times             | Yuan Ming      |              |
| 2017            | Eternal Love                   | Ling Yu        | -            |
| 2016            | Love O2O                       | Zhen Shaoxiang | 14 episodios |
| 2016            | Chinese Hero Zhao Zi Long      | Geng Chun      |              |
| 2015            | Then Dreams Come True          | -              |              |
| 2014            | Blade                          | -              |              |
| 2013            | Runaway Sweetheart             | Suo Long       |              |
| 2011            | Hello Summer                   | Zhang He       |              |

### Películas
| Año  | Título                      | Personaje | Notas                                      |
| ---- | --------------------------- | --------- | ------------------------------------------ |
| 2018 | I Miss You (你在干嘛)       | Yang Hao  | junto a Zhu Peer, Elanne Kong y Zhao Duona |
| 2016 | Dream Journey (大梦西游)    | -         |                                            |
| 2014 | Forever Love You (我一直在) | -         |                                            |
| 2012 | The Happy Kids Adventure    | -         |                                            |
| 2009 | Perfect Bride               | -         | junto a Da Peng                            |

### Programa de variedades
| Año  | Programa             | Notas    |
| ---- | -------------------- | -------- |
| 2019 | Super Penguin League |          |
| 2018 | Happy Camp           | invitado |

## Discografía

### Singles
| Año  | Canción                           | Álbum                         | Notas                                              |
| ---- | --------------------------------- | ----------------------------- | -------------------------------------------------- |
| 2017 | "Tian Xia" (天下)                 | OST de "Lost Love in Times"   | junto a Mao Fangyuan, Gong Jun y Gao Yiqing        |
| 2016 | "A Smile is Beautiful" (一笑倾城) | OST de "Love O2O"             | junto a Vin Zhang, Zheng Yecheng, Bai Yu y Cui Han |
| 2016 | "Li Shang" (离伤)                 | OST de "Wu Shen Zhao Zi Long" |                                                    |